# Poliporàcies

Polípors creixent sobre un arbre a Borneo

Les poliporàcies (Polyporaceae) són una família de fongs de l'ordre dels poliporals (Polyporales).  La carn dels seus esporocarps o cossos fructífers pot ser de tendra a molt dura. La majoria dels membres d'aquesta família tenen un himeni format per tubs verticals acabats en porus a la zona inferior dels seus barrets, però alguns tenen làmines (per exemple, el gènere Panus) o estructures similars (com en el cas del gènere Daedaleopsis, els tubs allargats del qual formen un laberint esponjós). Algunes espècies tenen un peu ben definit, com Polyporus badius.
Tot i que la majoria d'aquests fongs produeixen esporada blanca, els membres del gènere Abundisporus produeixen esporades groguenques. No tenen cistidis. Moltes espècies de poliporàcies són bolets de soca.
Sovint es troben en troncs en descomposició, i són resistents a la descomposició fins al punt que duren prou de temps perquè la molsa s'hi dipositi a sobre. La resistència a la descomposició es deu a la capacitat d'aquests fongs de produir compostos amb activitat antipatògena.

## Géneros

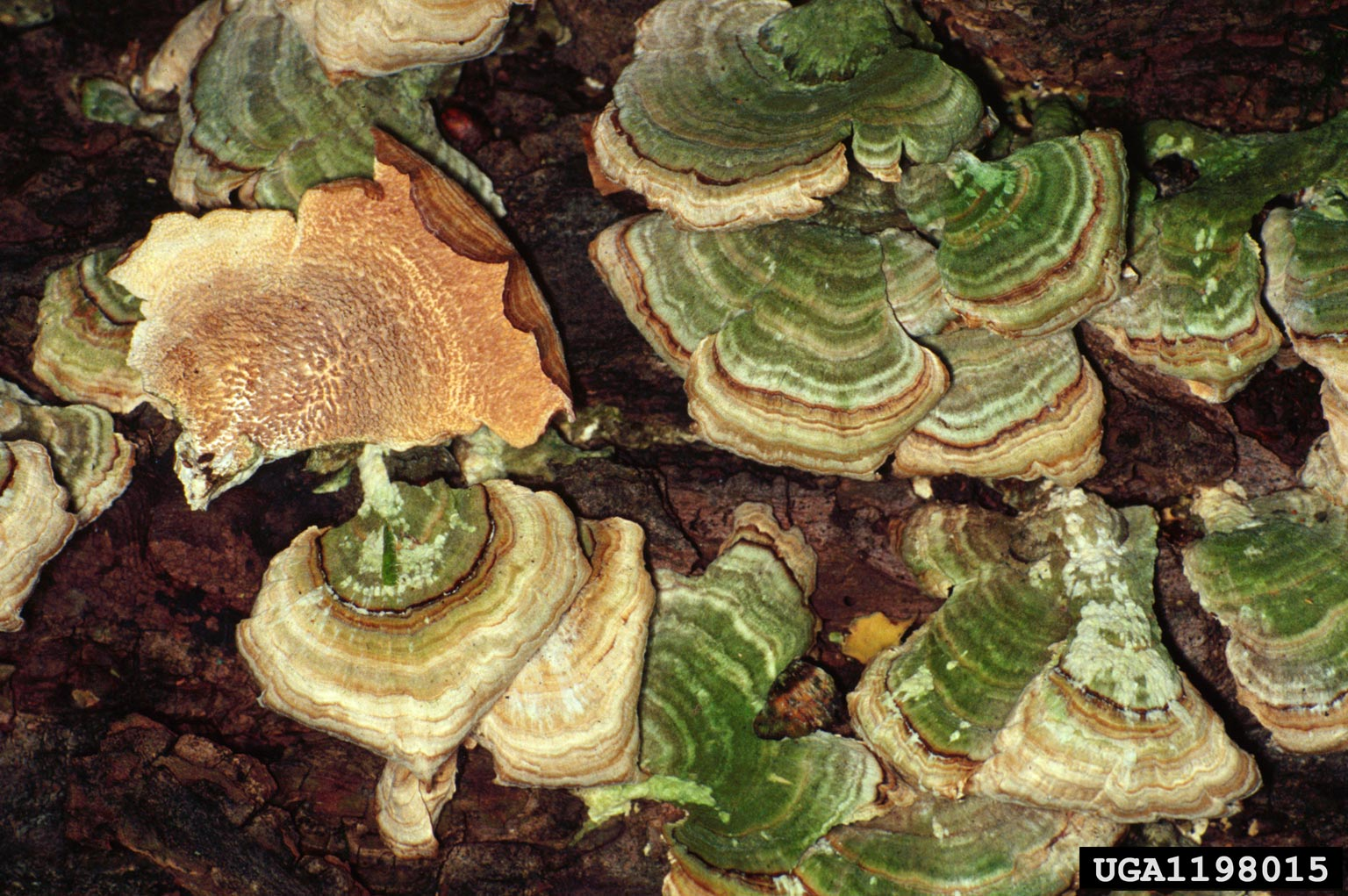
Cossos fructífers de Cerrena unicolor, recubert d'algues.

La família Polyporaceae inclou els següents gèneres:
- Abundisporus
- Amyloporiella
- Aurantiporus
- Australoporus
- Austrolentinus
- Bridgeoporus
- Cerrena
- Cinereomyces
- Coriolopsis
- Cryptomphalina
- Cryptoporus
- Cystidiophorus
- Daedaleopsis
- Datronia
- Dentocorticium
- Dichomitus
- Diplomitoporus
- Earliella
- Echinochaete
- Epithele
- Epithelopsis
- Erastia
- Faerberia
- Favolus
- Flabellophora
- Fuscocerrena
- Fomes
- Globifomes
- Grammothele
- Grammothelopsis
- Hapalopilus
- Haploporus
- Heliocybe
- Hexagonia
- Hapalopilus
- Hymenogramme
- Laccocephalum
- Laetifomes
- Lentinus
- Lenzites
- Leptoporus
- Lignosus
- Lithopolyporales
- Lopharia
- Loweporus
- Macrohyporia
- Megasporoporia
- Microporellus
- Microporus
- Mollicarpus
- Mycelithe
- Navisporus
- Neolentinus
- Nigrofomes
- Nigroporus
- Oligoporus
- Pachykytospora
- Panus
- Perenniporia
- Phaeotrametes
- Piloporia
- Podofomes
- Polyporus
- Poria
- Porogramme
- Poronidulus
- Pseudofavolus
- Pseudopiptoporus
- Pycnoporus
- Pyrofomes
- Royoporus
- Rubroporus
- Ryvardenia
- Skeletocutis
- Sparsitubus
- Spongipellis
- Stiptophyllum
- Thermophymatospora
- Tinctoporellus
- Trametes
- Trametopsis
- Trichaptum
- Tyromyces
- Vanderbylia
- Wolfiporia
- Xerotus

## Usos medicinals
Les poliporàcies comestibles són comuns en la natura i, segons el micòleg Steve Brill, no hi ha referències d'espècies verinoses. Algunes es fan servir amb propòsits rituals des de fa molt de temps; el famós home del gel duia dues espècies: Piptoporus betulinus, que és notable per les seves propietats antibacterianes, i Fomes fomentarius que, encara que també és medicinal, es feia servir per a encendre fogueres.
Trametes versicolor es una espècie medicinal usada en l'actualitat. Les investigacions actuals el relacionen contra les malalties del sistema immunitari, contra el càncer i les infeccions bacterianes, al·lèrgies, diabetes mellitus i problemes neurològics.